# Anapistula tonga
Anapistula tonga är en spindelart som beskrevs av Harvey 1998. Anapistula tonga ingår i släktet Anapistula och familjen Symphytognathidae.
Artens utbredningsområde är Tonga. Inga underarter finns listade i Catalogue of Life.